# Stroometikettering
Voorbeeld van een stroometiket
De regeling stroometikettering is op 1 januari 2005 in werking getreden waarmee producenten, leveranciers en handelaren verplicht de opwekkingsgegevens moeten melden van de door hen in het voorgaande kalenderjaar geproduceerde, geleverde of verhandelde elektriciteit.

## Verplichting producenten
Producenten zijn verplicht om op uiterlijk 1 april van elk kalenderjaar aan hun klanten (1 februari aan de Energiekamer) een overzicht te verstrekken van de brandstofmix van de elektriciteit die op het net is ingevoerd. Dit overzicht moet zijn onderverdeeld zijn naar energiebron. Bij elke energiebron moet vervolgens worden vermeld wat het procentuele aandeel van elke energiebron in de totale brandstofmix is. Tevens moet het aantal gram CO2 en radioactief afval per kWh worden vermeld.

## Toezichthouder
Toezichthouder op de regeling in Nederland is de Energiekamer (een onderdeel van de Autoriteit Consument en Markt). De regeling voor stroometikettering is opgenomen in artikel 95k van de Elektriciteitswet 1998 en uitgewerkt in de ministeriële regeling Afnemers en monitoring Elektriciteitswet 1998 en Gaswet.
In Vlaanderen houdt de VREG toezicht.